# Meine Frau, ihr Traummann und ich
Meine Frau, ihr Traummann und ich ist ein deutscher Fernsehfilm von Walter Weber aus dem Jahr 2014, der im Auftrag des ZDF produziert wurde. Axel Milberg und Ulrike Kriener spielen die Hauptrollen in dieser Geschichte einer Ehe, die kurz vor der Silberhochzeit durch einen zunächst harmlosen Spaß ernsthaft in Gefahr gerät. In tragenden Rollen agieren August Zirner, Hendrik Duryn, Saskia Vester, Katharina Lorenz und Jonathan Beck.

## Handlung
Richard Leisewitz führt mit seiner Ehefrau Charlotte eine glückliche Beziehung. Dies ändert sich als Charlottes beste Freundin Ulla spaßeshalber im Internet ein Profil für Charlotte auf einer Datingplattform anlegt.
Richard, der gerade aus Lesbos eingeflogen ist, schüttet dem Taxifahrer, der ihn zum Gericht bringen soll, sein Herz aus. Heute steht sein Scheidungstermin an. Alles habe begonnen, als der gemeinsame Sohn Markus ausgezogen sei: Auf dem Parkplatz eines Einkaufsmarktes trifft Richard einen alten Freund wieder, Stefan. Er ignoriert, dass dieser ihn offensichtlich überhaupt nicht sehen will und nötigt ihn quasi dazu, dass man sich anderentags trifft. Während seine Frau Charlotte zusammen mit ihrer Freundin Ulla ein Modegeschäft führt, hat Richard viel freie Zeit, da er als freiberuflicher Werbefotograf arbeitet. Als das Paar mittags in seinem Lieblingsrestaurant zum Essen verabredet ist, erzählt Charlotte Richard davon, dass sie zum Spaß einmal ihre Daten auf einem Dating-Portal eingegeben habe, mit ihm habe sie gerade einmal 14 Prozent Übereinstimmung. Es gebe da aber einen Mann, mit dem liege ihre Übereinstimmung bei 98 Prozent. Richard meint, den müsse sie unbedingt einmal treffen, das wäre doch lustig. An einem der Außentische sitzt auch eine Frau, die beide gut kennen, Christine, mit der der Fotograf vor elf Jahren ein Verhältnis hatte. Richard erfährt jedoch erst jetzt, dass seine Frau davon wusste. Einige Zeit später erzählt ihm dann auch noch Christine, die er aufsucht, dass Charlotte seinerzeit bei ihr war und um ihn gekämpft habe. Sie sei sehr gut vorbereitet gewesen, meint die inzwischen glücklich verheiratete Anwältin.
Erst einmal lässt Richard sich jedoch nicht beirren und sucht trotz dessen abwehrenden Verhaltens seinen ehemaligen Freund Stefan auf. Dieser ist Restaurator und gerade mit einem Auftrag beschäftigt, er soll einige alte Bilder restaurieren. Richard hilft ihm dabei. Zur selben Zeit hat Charlotte sich dazu hinreißenlassen, den Mann zu treffen, mit dem sie eine so hohe Übereinstimmung hat. Das, was er geschrieben hat, hat sie beeindruckt und er liebt Gedichte, besonders die Lyrik Rilkes hat es ihm angetan, auch ihr Lieblingsdichter. Thomas ist Sportlehrer und beide verstehen sich sofort. Als er Charlotte am Ende des Treffens fragt, wann sie sich wiedersehen würden, ist er gar nicht mal überrascht von ihrem Geständnis, dass sie eigentlich niemanden suche und auch verheiratet sei. Das habe er sich schon gedacht, meint er nur. In der nun folgenden Zeit unternimmt Charlotte viel zusammen mit Thomas, so gehen sie beispielsweise zu einem Eishockeyspiel oder in die Oper, wo die Zauberflöte dargeboten wird. Richard verfolgt beide, als sie nach dem Opernbesuch noch ein Lokal aufsuchen, um ein Glas Rotwein zu trinken. Vor allen Gästen benimmt er sich, gelinde gesagt, seltsam. So trällert er erst die Arie Dies Bildnis ist bezaubernd schön, um sich dann an der Arie der Königin der Nacht Der Hölle Rache kocht in meinem Herzen zu versuchen. Aufgebracht verlässt Charlotte das Lokal, während es zwischen den Männern zu einem kurzen heftigen Disput kommt.

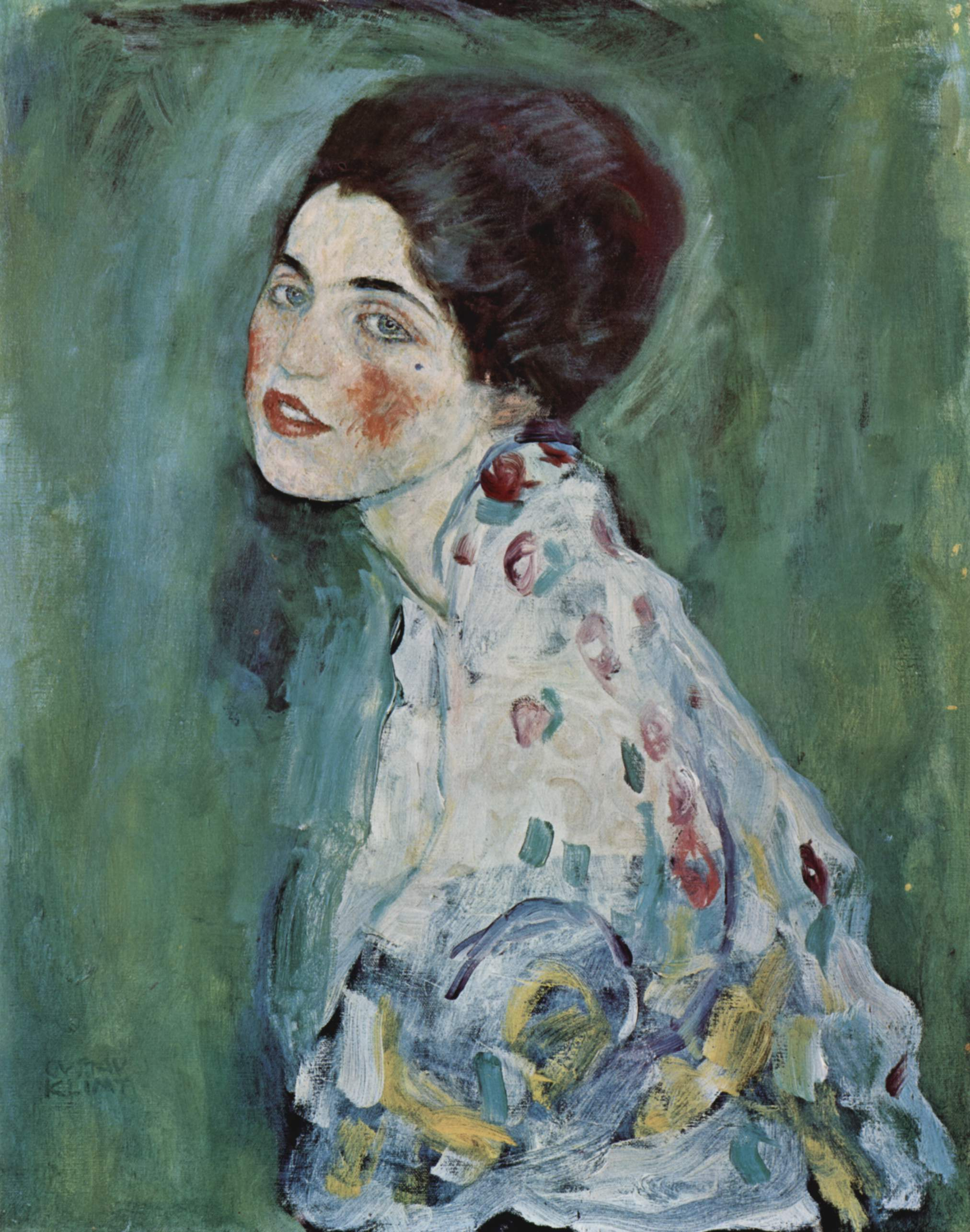
Das Bild „Porträt einer Dame“ von Gustav Klimt wurde im Film gezeigt

Als Richard wieder bei Stefan vorbeischaut, hat dieser eine Überraschung für ihn. Eines der eher wertlosen Dekorationsbilder, die er restaurieren soll, ist übermalt worden. Richard hatte so etwas schon vermutet, wurde aber von Stefan abgebürstet. Gemeinsam machen sich die Männer nun daran, der Sache auf den Grund zu gehen. Nachdem sie immer mehr der alten Firnisschichten freigelegt haben, meint Stefan, das sei Wiener Schule, alles deute darauf hin, dass es sich bei dem Bild um ein Frauenbildnis von Gustav Klimt handele. Im Internet recherchieren die Männer, dass das während des Nationalsozialismus entwendete Bild, das das Porträt einer Frau zeigt, als verschollen gilt.
Nachfolgend kommt es zwischen Richard und Charlotte zu gegenseitigen Schuldzuweisungen, die auch darin gipfeln, dass Richard sich beschwert, dass Charlotte seinerzeit nicht ihm die Entscheidung überlassen habe, bei welcher Frau er bleiben wolle. Charlotte wiederum versteht seine Geheimniskrämerei mit Stefan nicht und zieht sich eingeschnappt zurück. Richard verreist zusammen mit Stefan, um den rechtmäßigen Eigentümern ihr Bild zurückzugeben. Diese zeigen sich mehr als großzügig aus Freude darüber, das verlorene geglaubte Werk wiederzuhaben. Nach Richards Rückkehr kommt es zu schwerwiegenden Missverständnissen zwischen ihm und seiner Frau, die darin gipfeln, dass Charlotte die Scheidung einreichen will. Mit seinem Anteil, den Stefan und er für das Bild erhalten haben, kann Richard den ehemaligen Ziegenstall auf Lesbos ausbauen lassen und lebt seitdem dort allein, wo er eigentlich mit Charlotte alt werden wollte.
Vor Gericht lässt Richard sich nicht vertreten, er sei mit allem einverstanden, versichert er dem Richter. Der Prozess nimmt einen seltsamen Anfang, das Paar wirft sich seine Schnarchgewohnheiten vor, um dann aufzustehen und Hand in Hand den Gerichtssaal zu verlassen. Das sei Liebe, meint der Richter, bei manchen bleibe sie. Und so ist Richard nicht mehr allein auf seiner Trauminsel. Zudem hat Markus beschlossen, an dem Tag auf Lesbos zu heiraten, an dem seine Eltern ihre Silberhochzeit feiern.

## Produktion

### Produktionsnotizen
Meine Frau, ihr Traummann und ich wurde vom 2. Juli bis zum 2. August 2013 in München und Griechenland gedreht. Produziert wurde der Film von der All in Production GmbH. Die Redaktion für das ZDF lag bei Daniel Blum.

### Hintergrund
Axel Milberg äußerte in einem Interview mit dem ZDF: „Online-Dating mag erfolgreich sein. Meist begründet mit: 'Keine Zeit!' Hmm, aber das Suchen, Nichtsuchen, Überfallenwerden, Flirten, Entdecken, die Irrtümer und Schmetterlinge im Bauch sollte niemand missen und es sollte am besten lange anhalten. Wenn man keine Zeit hat zum zufälligen Kennenlernen, wird man ja danach auch keine haben.“ Und Ulrike Kriener ergänzte: „Unterschiede sind doch auch anregend und interessant. Sie erweitern den eigenen Blick auf die Welt und wenn es nur um Dinge geht wie 'Er mag die Berge, ich lieber das Meer'. Mein Gott, dann verreist man halt getrennt, oder abwechselnd mal dahin oder dorthin oder verbringt die gemeinsamen Urlaube nur noch in stinkenden Großstädten. Es gibt immer eine Lösung.“
Die Rheinische Post ergänzte ihre Kritik mit der Aussage: „Hauptdarstellerin Ulrike Kriener und Drehbuchautor Georg Weber sind nicht nur hinter der Kamera ein eingespieltes Team: Die beiden sind selbst seit mehr als zwei Jahrzehnten verheiratet.“

### Soundtrack
- Harvest Moon – Jane Birkin
- Je t’aime … moi non plus – Serge Gainsbourg & Jane Birkin

## Rezeption

### Veröffentlichung, Einschaltquote
Der am 15. Dezember 2014 im ZDF zur Hauptsendezeit erstmals ausgestrahlte Fernsehfilm wurde von 5,36 Millionen Zuschauern eingeschaltet. Der Marktanteil lag bei 16,2 Prozent.

### Kritik
Die Kritiker der Fernsehzeitschrift TV Spielfilm zeigten mit dem Daumen nach oben, vergaben für Humor zwei Punkte, für Anspruch und Spannung jeweils einen von drei möglichen Punkten und zogen das Fazit: „Milder Spaß, der Ehemüde munter macht“. Weiter führte man aus: „Das in eine überflüssige Rahmenhandlung gebettete ‚Best Ager‘-Lustspiel ist launig gespielt und besitzt durchaus ernste Untertöne.“
Heike Hupertz lobte in ihrer Bewertung für den epd: „Unter Scherz und Satire verbirgt sich hier an so mancher Stelle tiefere Bedeutung. Der Film ist, sein großes Plus, im umfassenderen Wortsinne witzig. Gewitzt und intelligent, gemeinplatzzertrümmernd, sehr unterhaltsam und selbst in den ernsten Momenten bewusst leicht.“ Weiter führte die Kritikerin aus: „Spritzige Dialoge, überaus spielfreudige Darsteller, die allen Nuancen der Geschichte auf Schönste gewachsen sind, launige Dramaturgie, sowie moderne Bildsprache […] lassen diese ZDF-Komödie unter vielen ähnlich scheinenden herausragen.“
Thomas Gehringer gab dem Film auf der Seite tittelbach.tv fünf von sechs möglichen Sternen und kam zu dem Ergebnis, ‚Meine Frau, ihr Traummann und ich‘ überzeuge „mit einem klugen, wendungsreichen Drehbuch voller Wortwitz, mit Axel Milberg und Ulrike Kriener in Höchstform sowie einer Ernsthaftigkeit, die gute Komödien von anderen unterscheide“. Zwar sei der Taxifahrer bei einer Flasche Ouzo eingeschlafen, „doch fürs Publikum besteh[e] die Gefahr bei dieser Komödie ganz & gar nicht“. Der Film sei das Werk eines eingespielten Teams: Regie führe der Schweizer Walter Weber, Ulrike Kriener stand vor der Kamera und Krieners Mann Georg Weber habe das Drehbuch geschrieben. Und auch mit Axel Milberg habe Walter Weber bereits zusammengearbeitet. Des Weiteren meinte Gehringer: „Mit Dialogwitz und exzellenten Darstellern treibt Autor Georg Weber die Komödie um ein Paar in gesetztem Beziehungs-Alter voran.“ Weiter meinte der Kritiker „unbedingt gesehen haben“ müsse man „seinen Auftritt als eifersüchtiger Ehemann, der nach einem gemeinsamen Opernbesuch von Charlotte und Thomas ins Restaurant platz[e] und sich dort selbst an Zauberflöten-Arien“ wage. „Wie Milberg zudem mit Betonung und Pausen seine Dialogtexte zelebrier[e]“, sei „einfach erstklassig“. Zudem habe er „mit Ulrike Kriener eine kongeniale Partnerin und ein gemeinsames Finale furioso vor dem Scheidungsrichter“. Sympathisch sei auch, „wie hier das viel gescholtene Griechenland, namentlich die Insel Lesbos, zum Traumziel und Happy-End-Schauplatz“ werde. „Insbesondere Axel Milberg sprüh[e] geraddezu vor Spielfreude.“
Für das Internetportal evangelisch.de nahm Tilmann P. Gangloff sich des Films an. Der Kritiker führte aus, dass Regisseur Walter Weber, Milberg „den nötigen Raum“ gebe, um „die ganze Persönlichkeit Richards zu entfalten“. In der Rahmenhandlung versehe er den Gatten, „der sich seiner Sache allzu sicher war, mit einer Spur komischer Verzweiflung. In der langen, immer wieder durch kurze Momente mit dem Taxifahrer unterbrochenen Rückblende legt er die Figur ungleich differenzierter und vor allem facettenreicher an: Auftritte von provokanter Selbstherrlichkeit wechseln mit Slapstickszenen und großartigen Dialogduellen, bei denen Milberg mit dem Kollegen Zirner einen ebenbürtigen Partner hat“. Die Besetzung einer eher „kleinen Rolle mit Ulrike C. Tscharre“ sei ebenfalls „ein wunderbares Geschenk dieses Films, der ohnehin viele schöne Ideen zu bieten“ habe. „Zur Tiefe der Figuren“ trügen zudem „ihre biografischen Merkmale bei: Richard hat Kunst studiert, ist heute jedoch Fotograf für Werbeprospekte. Stefan, einst sein Kommilitone, ist dem Metier als Restaurator treu geblieben. Dass die beiden ein übermaltes verschollenes Klimt-Gemälde entdecken, ist ein weiterer hübscher Einfall.“
In der Neuen Osnabrücker Zeitung befand Susanne Haverkamp: „Der Film ist humorvoll, ohne witzig sein zu wollen, leicht überzogen, ohne dümmlich zu werden und hat sogar manch überraschende Wendung. Insofern ist er gute Unterhaltung.“
Katharina Hamacher führte für RP Online aus: „Regisseur Walter Weber inszenierte das launige ‚Best Ager‘-Lustspiel nach dem Drehbuch von Georg Weber mit witzigen Dialogen und einer spielfreudigen Besetzung.“ […] „Allen voran Axel Milberg überzeugt als zwischen Selbstüberschätzung und Verunsicherung gebeutelter Gatte, dessen heile Welt allmählich ins Wanken kommt.“
Sidney Schering äußerte sich auf der Seite Quotenmeter.de zu dem Film und mäkelte: „‚Meine Frau, ihr Traummann und ich‘ ist einer dieser typischen Fehlversuche, die es wohl braucht, um sich letztlich einer soliden Herangehensweise anzunähern. Denn diese Liebes-Tragikomödie über ein Ehepaar, dass [sic] in den besten Jahren seine gemeinsame Zukunft hinterfragt, ist eigentlich völlig abgedroschenes Standard-Fernsehfilmmaterial. Plus mit einem halbseidenen aktuellen Aufhänger, um moderner zu wirken. Sozusagen erzählerischer kalter Kaffee – mit einem Schuss Karamellsojacremé. Oder was auch immer derzeit modern ist.“ Schering, der den Inhalt des Films teils unrichtig wiedergab, den Hauptdarstellern aber immerhin attestierte, dass sie „eigentlich talentiert“ seien, kam zu dem Fazit: „Inhaltlich Massenware, in der Umsetzung dröge bis anstrengend. Schade um die talentierten Beteiligten vor und hinter der Kamera.“
Focus Online konnte dem Film ebenfalls nicht viel abgewinnen und meinte, das Geschehen sei „dermaßen märchenhaft, dass es einen selbst in der Adventszeit ziemlich graust“. Allerdings seien „die Schauspieler voll dabei, und sie allein lohnten das Einschalten“. Weiter hieß es, Autor Georg Weber habe mit seinem Buch eine Lösung hinsichtlich der Unterschiede von Ehepartnern gefunden, die „erschreckend vorhersehbar“ sei. Zudem erzähle Walter Weber die Geschichte „in verwirrenden Rückblicken und hätte sich die ganze Rahmenhandlung in Griechenland getrost sparen können: Wenige ernsthafte Untertöne im Kampf ums (Ehe-)Glück“ gebe „es immerhin – aber sie“ gingen „so leider völlig unter“.
Im Onlineportal Filmdienst war man der Meinung: Lakonisch und nachdenklich erzählte (Fernseh-)Komödie, das Menschen mit eingefahrenem Rollenverständnis einen Spiegel vorhält. – Ab 14.